# Marianne Golz

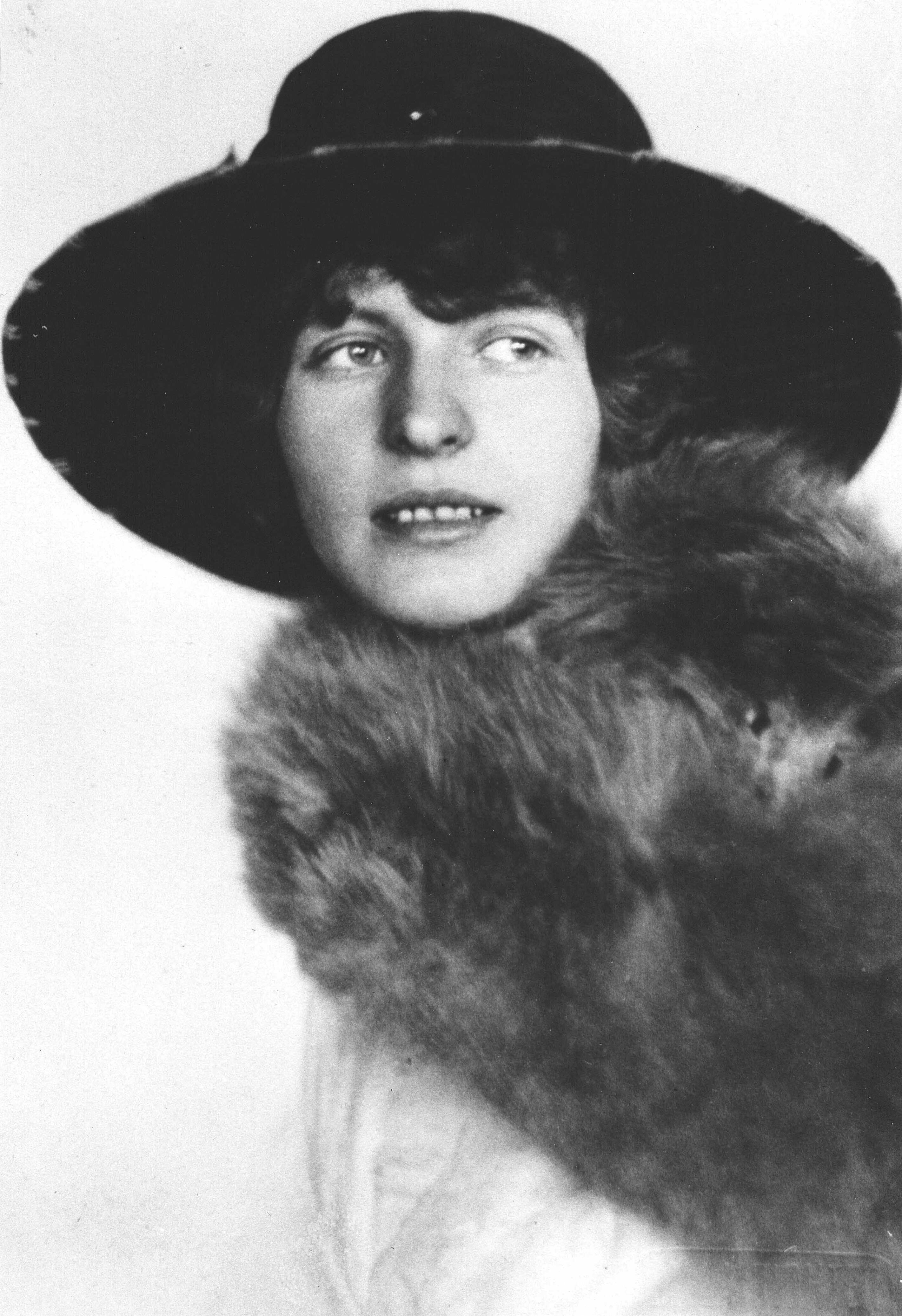
Marianne Golz

Marianne Golz, auch Marianne Golz-Goldlust, Pseudonym Marianne Tolska, geborene Maria Agnes Belokosztolszky (* 30. Jänner 1895 in Wien-Hernals; † 8. Oktober 1943 in Prag) war eine österreichische Operettensängerin (Sopran). Sie war – 1934 in die Tschechoslowakei geflüchtet – am Widerstand gegen den Nationalsozialismus beteiligt.

## Leben
Marianne Golz entstammte einer katholischen Familie, ihr Vater war Pole, ihre Mutter Tschechin. Nachdem sie in Wien ihre Matura abgelegt hatte, machte sie eine Ausbildung zur Tänzerin und Sängerin und nahm den Künstlernamen Marianne Tolska an. Als Ensemblemitglied des Wiener Raimund-Theaters trat sie im Juli 1921 bei einem Gastspiel in Linz auf. Am 12. Juli 1922 trat sie in Stuttgart als Tänzerin Cagliari in der Operette Wiener Blut auf.
In der Zeit von Oktober 1922 und September 1924 war Marianne Golz als Ensemblemitglied am Salzburger Stadttheater engagiert, wo sie u. a. in der Titelrolle der Operette Madame Pompadour auf der Bühne stand und den österreichischen Operettenkomponisten Nico Dostal kennenlernte. In einer Vorstellung der Johann-Strauss-Operette Die Fledermaus am 30. Juli 1923 im Stadttheater Salzburg war sie die Partnerin von Richard Tauber.
Am 16. Juli 1923 heiratete Marianne Golz in zweiter Ehe den Wiener Musikverleger Ernst Wengraf und zog 1924 mit ihm nach Berlin, wo er eine Filiale seines Verlages betrieb. Am 21. März 1929 heiratete sie, inzwischen von Ernst Wengraf einvernehmlich geschieden, im Standesamt Berlin-Wilmersdorf Hans Werner Goldlust, welcher anfänglich die Anzeigen- und Vertriebsabteilung der im Rowohlt-Verlag erscheinenden Literarischen Welt leitete und ab 1927 die Zeitschrift zusammen mit dem ebenfalls jüdischen Journalisten Willy Haas übernahm. Goldlust hatte als assimilierter Jude Anfang der 1920er Jahre den Namen Golz angenommen, war als solcher aber nicht offiziell angemeldet, weshalb der Name Golz-Goldlust entstand.
Nach der Machtübergabe an Adolf Hitler im Januar 1933 waren sich Hans Golz und Willy Haas der Gefahr, die ihnen als Juden vom nationalsozialistischen Regime drohte, bewusst, verkauften im März 1933 die Zeitschrift und emigrierten gemeinsam mit ihren Ehefrauen 1934 nach Prag. Hier versuchten sie, im Orbis-Verlag eine neue Zeitschrift Die Welt im Wort herauszugeben, was allerdings scheiterte. Golz übernahm schließlich die Vertretung der französischen Agentur Mitropress und war außerdem für das Neue Wiener Journal tätig. Die Eltern und die Schwester von Hans Golz emigrierten 1936 ebenfalls aus Berlin nach Prag.
Am 15. März 1939 erfolgte die nationalsozialistische Zerschlagung der Tschechoslowakei. Hans Golz flüchtete sofort von Prag über Polen nach England, wo er im Sommer 1939 eintraf.
Marianne Golz blieb in Prag zurück, um ihren Schwiegereltern und ihrer Schwägerin zu helfen und die eheliche Wohnung aufzulösen. Es gelang ihr allerdings nicht, die inzwischen aufgelöste und zum Protektorat Böhmen und Mähren erklärte ehemalige Tschechoslowakische Republik vor Kriegsausbruch Anfang September 1939 zu verlassen. Dabei besaß sie schon seit Juli 1939 die nötigen Ausreisepapiere, um ihrem Mann nach England zu folgen.

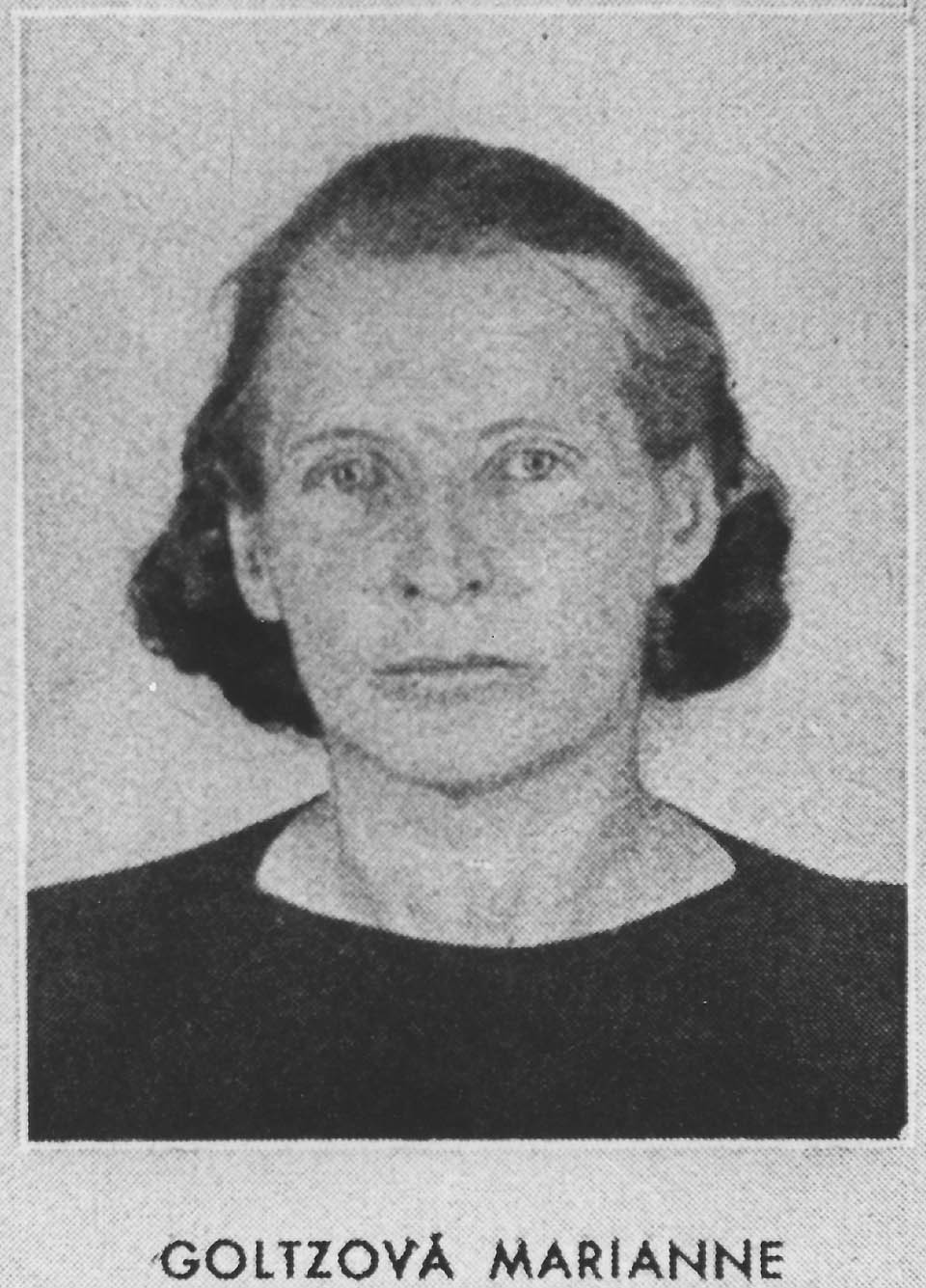
Marianne Golz im Gefängnis

Seit 1939 gehörte Marianne Golz einer tschechoslowakischen Widerstandsgruppe an, die Juden zur Flucht aus Prag verhalf, indem sie gefälschte Ausweise und Reisedokumente besorgte. Außerdem brachte sie durch Überweisungen an ihre Schwester Rosi in Wien das Barvermögen der Flüchtigen außer Landes und sorgte über geheime Kontakte zu ihrem Mann dafür, dass Informationen aus dem besetzten Prag an die tschechische Exilregierung nach London übermittelt wurden. Bei einem der alle zwei Wochen donnerstags in Marianne Golz' Wohnung stattfindenden Gesellschaftlichen Treffen wurden am 19. November 1942 alle Anwesenden von der Gestapo verhaftet.
Am 18. Mai 1943 fand vor dem Sondergericht am Deutschen Landgericht in Prag der Prozess gegen Marianne Golz und 17 weitere Angeklagte statt. Marianne Golz sowie neun weitere Angeklagte wurden am selben Tag als Saboteure wegen der Begünstigung von Reichsfeinden zum Tode verurteilt.
Ein Teil der zum Tode Verurteilten stellte im Juni 1943 ein Gnadengesuch, Marianne Golz am 19. Juli 1943. Alle Gesuche wurden von Oberstaatsanwalt Franz Ludwig beim Deutschen Landgericht in Prag in einem Gnadenbericht bearbeitet. Der Gnadenbericht von Franz Ludwig endete mit den folgenden Sätzen:

„Der Verurteilte war bestrebt, sich der Judengesetzgebung zu entziehen. Er handelte in voller Kenntnis über die Schwere seiner Straftat. Ich schlage vor, von dem Gnadenrecht keinen Gebrauch zu machen und der Gerechtigkeit freien Lauf zu lassen.“
Das Urteil gegen Marianne Golz-Goldlust wurde am 8. Oktober 1943 um 16:44 Uhr durch den Scharfrichter Alois Weiß mittels Fallbeil im Prager Gestapo-Gefängnis Pankrác vollstreckt.
Am 9. Juni 1988 wurde Marianne Golz-Goldlust postum die Medaille Gerechter unter den Völkern durch das Direktorium der Gedenkstätte Yad Vashem in Jerusalem verliehen und am 28. November 1988 im Olivenhain der Gedenkstätte der Setzling Nr. 806 ihr zu Ehren gepflanzt.

## Staatsanwälte und Richter des Sondergerichts Prag nach dem Kriege
An dem Urteil gegen Marianne Golz waren neben anderen diese Juristen beteiligt:
- Staatsanwalt Franz Ludwig, er wurde schon 1945 Staatsanwalt in Düsseldorf.
- Staatsanwalt Wolfgang von Zeynek, er wurde vom „außerordentlichen Volksgericht Prag“ 1948 zu 15 Jahren Haft verurteilt, 1955 in die Bundesrepublik Deutschland entlassen, war danach Landgerichtsrat in Nürnberg.
- Staatsanwalt Hans Rehder-Knöspel, Erster Staatsanwalt beim Sondergericht in Prag, nach dem Krieg Staatsanwalt in Mannheim.
- Richter Erwin Albrecht, er wurde CDU-Landtagsabgeordneter im Saarland.
- Richter Robert Hartmann wurde nach 1945 Oberamtsrichter in Königswinter.
- Der Scharfrichter Alois Weiß lebte nach 1945 unbehelligt in Straubing, wo er 1969 starb.

## Würdigungen (postum)
- 1988: Verleihung der Medaille Gerechter unter den Völkern durch das Direktorium der Gedenkstätte Yad Vashem in Jerusalem sowie Pflanzung eines Setzlings (Nr. 806) ihr zu Ehren im Olivenhain der Gedenkstätte.
- 2016: Das digitale Erinnerungsprojekt Memory Gaps ::: Erinnerungslücken von Konstanze Sailer schlug am 1. Januar 2016 vor, den nach Clemens Krauss benannten Park im Wiener Bezirk Hernals in Marianne-Golz-Park umzubenennen.

## Film-Dokumentation
- La vera storia di Marianne Golz (2008) Film von Monica Repetto La vera storia di Marianne Golz